# Distrito de Yūki (Ibaraki)

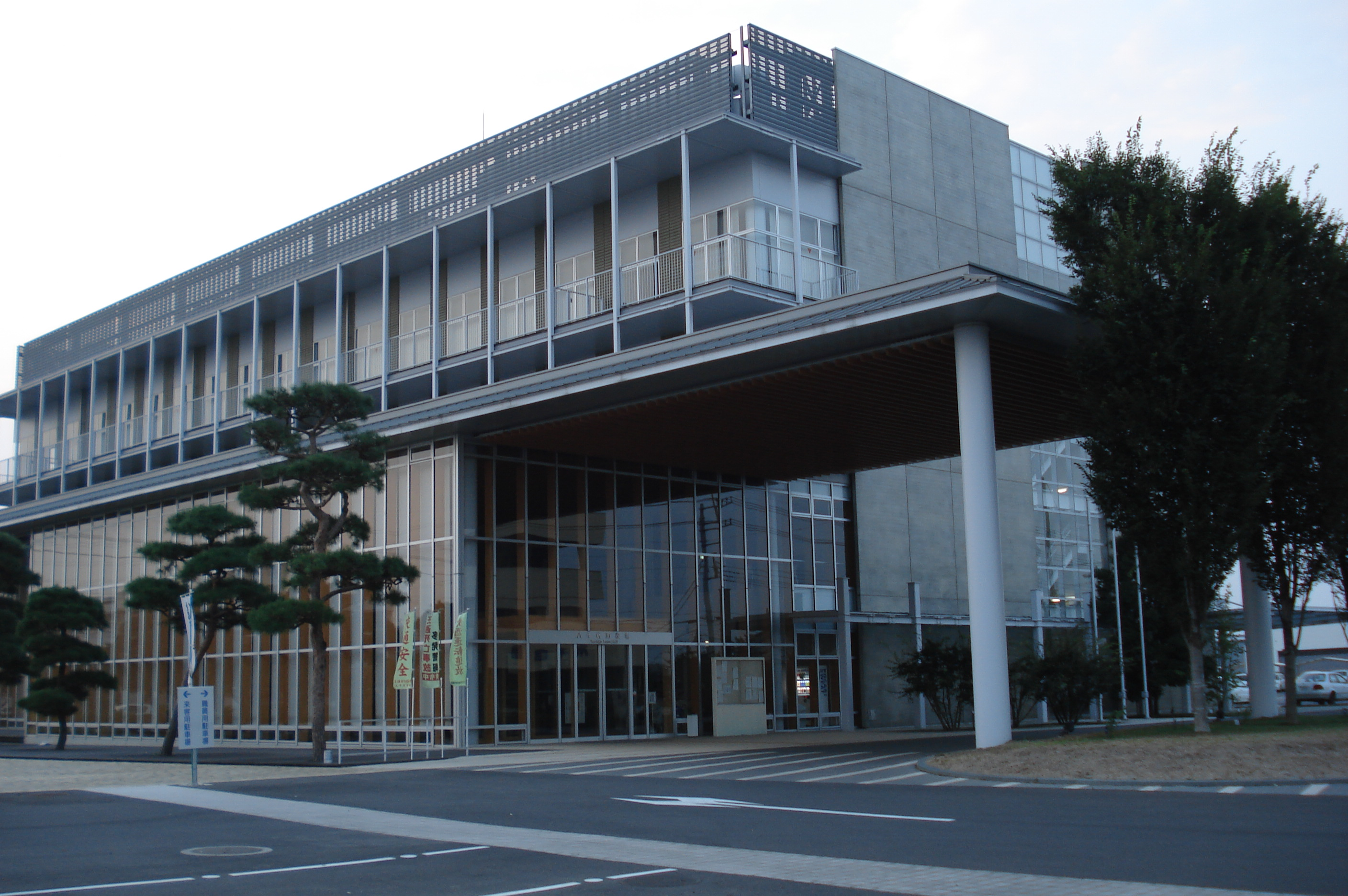
Ayuntamiento de Yachiyo

 Distrito de Yūki (結城郡  Yūki -gun?) es un distrito de la Prefectura de Ibaraki en Japón. 

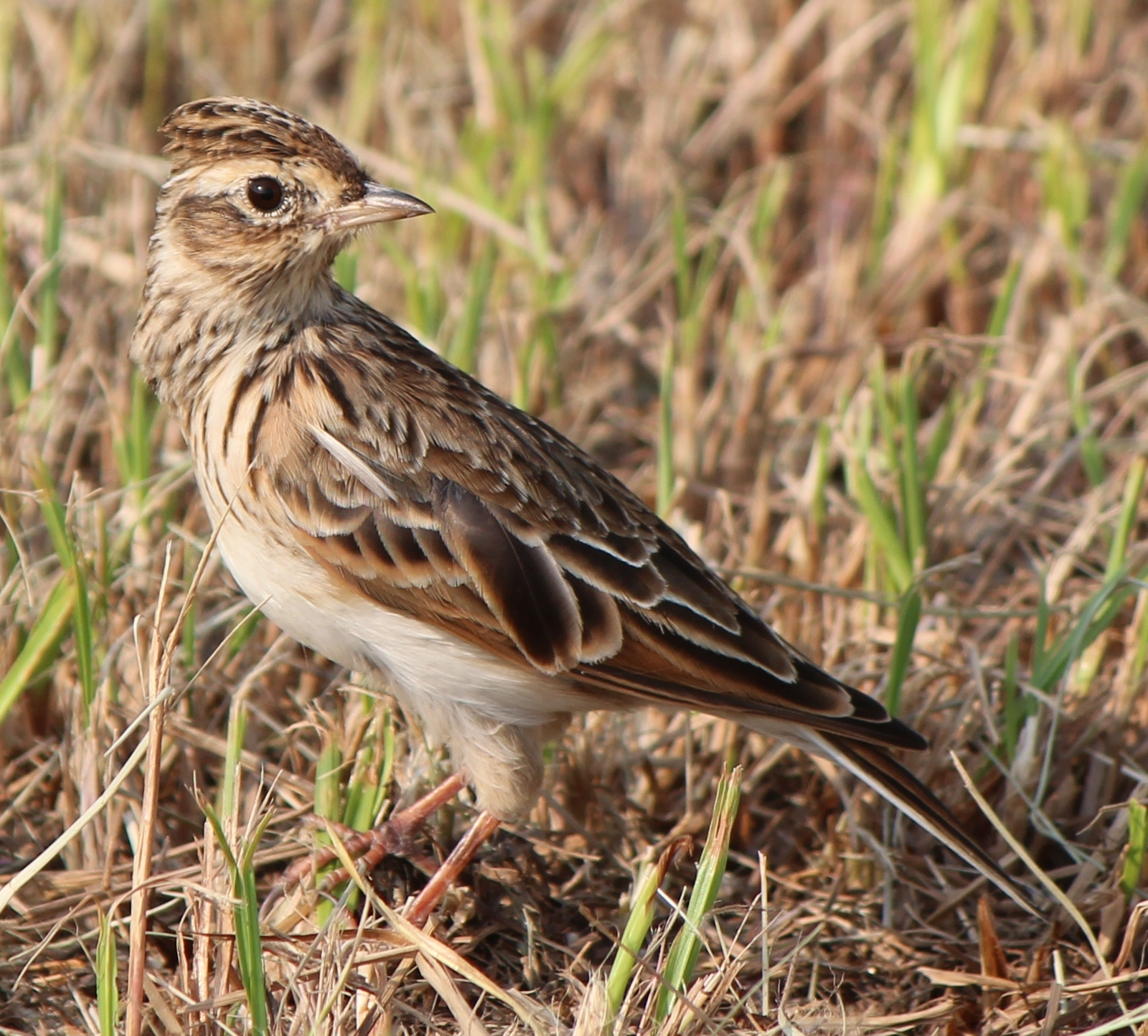
Pájaro de la Prefectura de Ibaraki: Hibari

El Distrito de Yūki tiene la misma extensión que la localidad de Yachiyo, tras las últimas desmembraciones ocurridas el 1 de enero de 2006.
En la fecha anterior, la población de Chiyokawa (千代川村 Chiyokawa-mura) se anexó a la ciudad de  Shimotsuma.
Y en la misma fecha referida, las localidades de Mitsukaido (水海道市 Mitsukaidō-shi)  y de Ishige (石下町 Ishige-machi) se fusionaron para convertirse en la ciudad de Jōsō.
Al 1 de diciembre de 2013, el distrito tenía una  población de 22.501 habitantes y una densidad poblacional de 381 personas por km². La superficie total del distrito es de 59,10 km².